# Mosselman Turbo Systems
Mosselman Turbo Systems is een Nederlands tuningbedrijf, gespecialiseerd in het modificeren van BMW en Mini motoren.

## Geschiedenis
Het in 1976 opgerichte bedrijf is gespecialiseerd in het toevoegen van turbo en supercharger-technieken aan atmosferische motoren. Na een pionierstijd in de VS, waarbij vooral Europese auto's voor de Amerikaanse markt werden aangepast, werd het bedrijf in 1978 in Nederland doorgezet, en specialiseerde zich daar in de ontwikkeling van turbosystemen die compleet waren met intercoolers, brandstofmanagementsystemen en gericht op grote prestaties. Mosselman leverde aan diverse Duitse tuners zoals Brabus en Lorinser, die gebruik maakten van de Mosselman systemen op hun voertuigen maar deze onder eigen naam verkochten.
Sedert 1983 heeft Mosselman zich geconcentreerd op turbosystemen voor merken zoals BMW, Mercedes en Jaguar.

## Modellen

### Huidig
- E92 BMW 335(Sedan, Coupé en Touring)
- E92 BMW M3 (Sedan, Coupé en Cabrio)

### Historisch
- Mercedes 300 Coupe
- Mercedes 300SL
- Mercedes 190 2.3 Evo